# Oblast autonome karakalpak
L'Oblast autonome karakalpak a été créé le 19 février 1925 à partir des terres des Karakalpaks scindées de la république socialiste soviétique autonome du Turkestan et de la république soviétique socialiste du Khorezm.
Initialement situé dans la République soviétique socialiste autonome kazakhe, l'Oblast autonome karakalpak passe à la république socialiste fédérative soviétique de Russie du 20 juillet 1930 au 20 juillet 1932, date à laquelle il est érigé en république socialiste soviétique autonome de Karakalpakie (RSSA de Karakalpakie). Le RSSA de Karakalpakie joint la RSS d'Ouzbékistan le 5 décembre 1936.